# Fundación Disenso
Fundación Disenso és una fundació conservadora espanyola fundada el 2 de juliol de 2020, que prengué com a primer manifest la "Carta de Madrid", un document en defensa de la "Iberosfera" o comunitat de les nacions de l'àmbit hispà, i que denunciaria un suposat avenç del comunisme en diversos països, contraposant-ho amb una defensa de l'Estat de dret, l'imperi de la llei, la separació de poders, la llibertat d'expressió i la propietat privada. Entre els firmants de la "Carta de Madrid" es trobaria a Eduardo Bolsonaro diputat federal de l'estat de São Paulo, Giorgia Meloni presidenta del partit polític conservador i nacionalista Fratelli d'Italia, Hermann Tertsch eurodiputat i patró de la Fundación Disenso, Jorge Buxadé cap de la delegació de VOX al Parlament Europeu, Santiago Abascal president del partit d'extrema dreta Vox, i Zoé Valdés escriptora i dissident cubana, entre d'altres personalitats. La fundació Disenso comprà com a eina de comunicació el diari La Gaceta de la Iberosfera, en el qual s'hi publicarien articles contraris al matrimoni homosexual i a l'avortament, i a favor de la unitat d'Espanya.
Els patrons de la fundació serien el mateix Santiago Abascal Conde (com a president), Hermann Leopold Tertsch del Valle-Lersundi (com a membre), Francisco Paula Méndez Monasterio (com a secretari) i Jorge Martín Frías (com poderat), Luis Asúa Brunt, Carlos Bustelo Y García Del Real (anteriorment exministre de la Unión de Centro Democrático (UCD) i expresident de la Comissió Nacional del Mercat de Valors (CMT)), Francisco José Contreras Peláez, Amando De Miguel, Enrique García-Máiquez, José María Marco (fundador de Libertad Digital), Rocío Monasterio, Fernando Sánchez Dragó, i Ana María Vidal-Abarca. La direcció de la fundació seria per Jorge Martín Frías, Eduardo Fernández Luiña, Rosa Reigía Vales i Emma González Tuche. La fundació estaria directament amb el partit Vox que n'és l'organització política fundadora.
Disenso ofereix beques per estudiar a l'Institut de Ciències Socials, Econòmiques i Polítiques, l'escola privada d'ensenyament superior cofundada fundada l'any 2018 a Lió per Marion Maréchal neboda de Marine Le Pen i néta de Jean-Marie Le Pen. I a més, ofereix formació pel lideratge de joves talents d'entre 25 i 35 anys que destaquin en el camp polític social o intel·lectual, amb un programa impartit en cinc països: Estats Units, Espanya, Itàlia, Polònia i França. Amb la idea de formar-los "com a líders per a la defensa de la llibertat, l'estat de dret i la democràcia". Al llarg del programa se'ls formaria amb seminaris, trobades privades amb líders, visites culturals i sessions de treball per ajudar-los a enfortir les seves habilitats de lideratge, així com a donar a conèixer els vincles amb altres països hispànics al llarg de l'Atlàntic.

## Història
Santiago Abascal, viatjà el febrer de 2020 als Estats Units junt amb Iván Espinosa de los Monteros, portaveu parlamentari del partit Vox, i visitaren diversos think tanks relacionats amb el Partit Republicà estatunidenc, entre els quals la Fundació Heritage, International Republican Institute, i l'Unió Conservadora Americana. Després d'aquell viatge, Santiago Abascal, expressà el 8 de març de 2020 al congrés celebrat pel partit a Vistalegre, la seva intenció d'apostar per una penetració d'aquesta formació política en nombrosos sectors socials per tal d'ampliar la base de treball. Per tal d'assolir-ho s'oferiria una major formació política i de lideratge als mateixos càrrecs del partit, molts dels quals acabats d’arribar en política i amb poca experiència. Amb aquesta intenció sorgiria la fundació anomenada Disenso el 2 de juliol de 2020, que es dedicaria a l'anàlisi i l'estudi per reproduir idees i informes amb una visió conservadora, així com realitzaria actes i seminaris, cursos en línia i també presencials, pels seguidors també del partit que cerquessin claus de treball i d'ideologia. Com a director de la fundació seria elegit Jorge Martín Frías, de tendència liberal i que havia participat en la fundació de la Red Floridablanca dins del Partit Popular. Martín Frías havia abandonat el PP quan Pablo Casado assolí la direcció d'aquest en el congrés per substituir l'anterior president del partit Mariano Rajoy.
El nom de "Disenso" sorgiria per una declaració d'intencions al voler els membres fundadors de la fundació expressar en certa manera el "dissentir del pensament dominant" com un "imperatiu i una obligació". Però el nom de "Disenso" fou també un grup de finals dels 80 i 90 a Madrid que aglutinava estudiants de les universitats de tendència "neofeixista" i antisistema, i que estaria relacionat amb el col·lectiu Bases Autónomas (BBAA), de la mateixa ideologia. L'organització de Disenso dels anys 80 i 90 fou etiquetada fins i tot d'"anarco-nazis", i s'acabarien integrant en la Coordinadora de Estudiantes Nacional-Revolucionarios (CENR).
Les intencions inicials per la Fundación Disenso eren que es financés en gran part pels fons aportats per Vox, però no es descartava la idea de rebre també donacions privades.

## Finalitats
En l'apartat de finalitats que consta al Registre de Fundacions del Ministeri de Justícia espanyol, la Fundación Disenso hi registrà les següents:
- La defensa de la llibertat, la unitat i la sobirania d'Espanya en l'àmbit civil.
- La promoció de la defensa de la vida i de la família.
- La defensa de la Justícia, l'estat de Dret i l'imperi de la llei.
- La reivindicació de l'herència de la civilització occidental, el llegat cultural d'Espanya al món i la seva vocació europea i americana.

## Activitats
L'àmbit d'activitats de la Fundación Disenso seria al voltant de la cultura, les humanitats, el pensament i la política:
1. Elaboració d'estudis, informes i publicacions sobre diferents temàtiques relacionades amb els fins fundacionals.
2. Organització d'activitats de formació sobre qüestions d'interès per a la Fundació.
3. Col·laboració amb entitats nacionals i internacionals amb les quals la Fundació tingui punts en comú.